# Jean-Blaise Martin
Jean-Blaise Martin, (24 de febrero de 1768, París - 28 de octubre de 1837, Tourzel-Ronzières) fue un cantante francés de ópera cuya tesitura corresponde al de un barítono. Posteriormente, en su nombre se clasificó a los barítonos que compartían ciertas características del canto con él, como barítonos martin

## Vida y carrera
Jean-Blaise Martin comenzó a cantar públicamente cuando aún era un niño. Hizo su estreno profesional de ópera en 1789, en el Théâtre Feydeau, en París, en una parodia llamada "Le Marquis". Tiempo después, estudió con Louise-Rosalie Lefebvre, más conocida como “Madame Dugazon” e hizo su estreno de ópera cómica en 1794, y cantó en el teatro hasta 1823. Se convirtió en miembro de la cortesía administrativa de ese teatro en 1801. También dio clases en el Conservatorio de París, desde 1825 hasta 1837.
Compuso la ópera cómica "Loiseaux de mer", producida en el Théâtre Feydeau en 1796.
Durante su carrera, varios compositores como Nicolas Dalayrac, François Devienne, André Grétry, Étienne Méhul, Nicolas Isouard, Ferdinando Paer, etc. crearon papeles especialmente pensados para él en una quincena de obras.
La voz de Martin fue descrita como un "tenor de timbre profundamente oscuro o barítono de timbre muy claro". La extensión de su tipo vocal se hizo conocido como "barítono Martin". Los papeles pensados para este tipo de voz se encuentran más a menudo en la opereta francesa. El exponente moderno de este tipo de voz era el barítono francés Michel Dens, o también Bernardo Sinclair, que puede ser oído en unas grabaciones de opereta como "[La fille de la Madame Angot]]", “Les cloches de Corneville", y “Valses de Vienne".
En el repertorio de ópera, el papel más famoso para el barítono Martin es “Pelléas” en la ópera de Claude Debussy "Pelléas et Mélisande". Camille Maurane y Jacques Jansen son reconocidos como los mejores exponentes del papel.

## Creación de roles

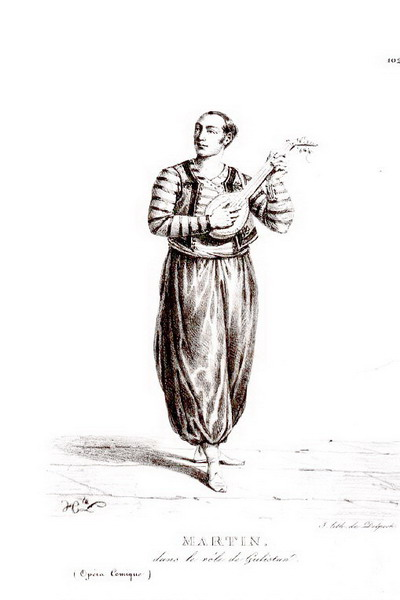
Martin en el papel protagónico de Gulistan (1805)

- Euphrosine de Méhul (1790): Alibour
- Les Visitandines de François Devienne (1792): Frontin
- Maison à vendre de Nicolas Dalayrac (1800).
- L'Irato ou l'Emporté de Étienne Nicolas Méhul (1801).
- Ma tante Aurore de François Adrien Boieldieu (1803).
- Les Confidences de Nicolo (1803).
- Un bardo de " Ossian, ou bardos de L " por Jean-François Le Sueur (1804).
- Gulistan de Dalayrac (1805).
- Lully et Quinault de Nicolo (1812).
- Jean de Paris de Boieldieu (1812): Le sénéchal
- Koulouf de Dalayrac (1812).
- Le Nouveau Seigneur de village de Boieldieu (1813): Frontin
- Joconde de Nicolo (1814).
- Jeannot et Colin de Nicolo (1814).
- La Fête du village voisin de Boieldieu (1816).
- Le Petit Chaperon rouge de Boieldieu (1818).
- Les Voitures versées de Boieldieu (1820), 2ª versión.
- Barnabé de  Le maître de chapelle (1821).
- Aladin ou la Lampe merveilleuse de Nicolo et Benincori (1822).
- Le Charme de la voix de Gaugiran de Nanteuil: Lafleur
- Les Souvenirs de Lafleur de Jacques Fromental Halévy (1833): Lafleur